# Srch
Srch là một làng thuộc huyện Pardubice, vùng Pardubický, Cộng hòa Séc.